# Pa'o
I pa'o sono il settimo gruppo etnico più numeroso della Birmania, con una popolazione che oscilla tra circa 2.000.000 e 2.600.000 abitanti. Vivono principalmente nello Stato Shan sud-occidentale, nell'altopiano e nella regione collinare attorno al lago Inle. La loro lingua madre è il pa'o, una lingua karen.

## Storia e leggenda
Non vi è alcuna testimonianza scritta in merito alle origini di questo popolo. La leggenda vuole che i pa'o si fossero trasferiti dall'Asia centrale nell'area di Thaton, a est di Yangon, ben prima di sviluppare una lingua scritta. L'origine dei pa'o è legata al mito di Weikja e Naga. Il primo, un uomo in grado di volare, si innamora di Naga, un serpente/drago in grado di trasformarsi in una donna. Un giorno Weikja fa ritorno alla grotta dove si era stabilito con la donna, e vi trova Naga addormentata sotto le sembianze di un drago. A quel punto, l'uomo l'abbandona volando via. Naga, rimasta incinta di Weikija, depone due uova e le affida a due eremiti. Dalle due uova nascono un ragazzo e una ragazza, che daranno origine al popolo pa'o. Al ragazzo verrà dato il nome di Teikta Tiha e diventerà il primo re pa'o di Thaton.
Un'altra leggenda vorrebbe che le uova fossero tre, dalle quali sarebbero nati i progenitori dei karen, dei pa'o e dei padaung.
Il nome pa'o è legato a questo mito in quanto pa significa "crepa" e o "sbucciare", in riferimento alla schiusura delle uova.
Gli antropologi ritengono che i pa'o discendano da una stirpe tibeto-birmana che si stabilì nella regione di Thaton intorno al 1000 a.C. Le prime fonti in merito a questo popolo risalgono al 600 a.C., durante il regno di Suriya Sandar, definito il primo re pa'o nella storia documentata. Quando il re Anawrahta sconfisse il re dei mon Makuta (o Manuha), i pa'o furono ridotti in schiavitù e si stabilirono nello Stato Shan.

## Distribuzione geografica

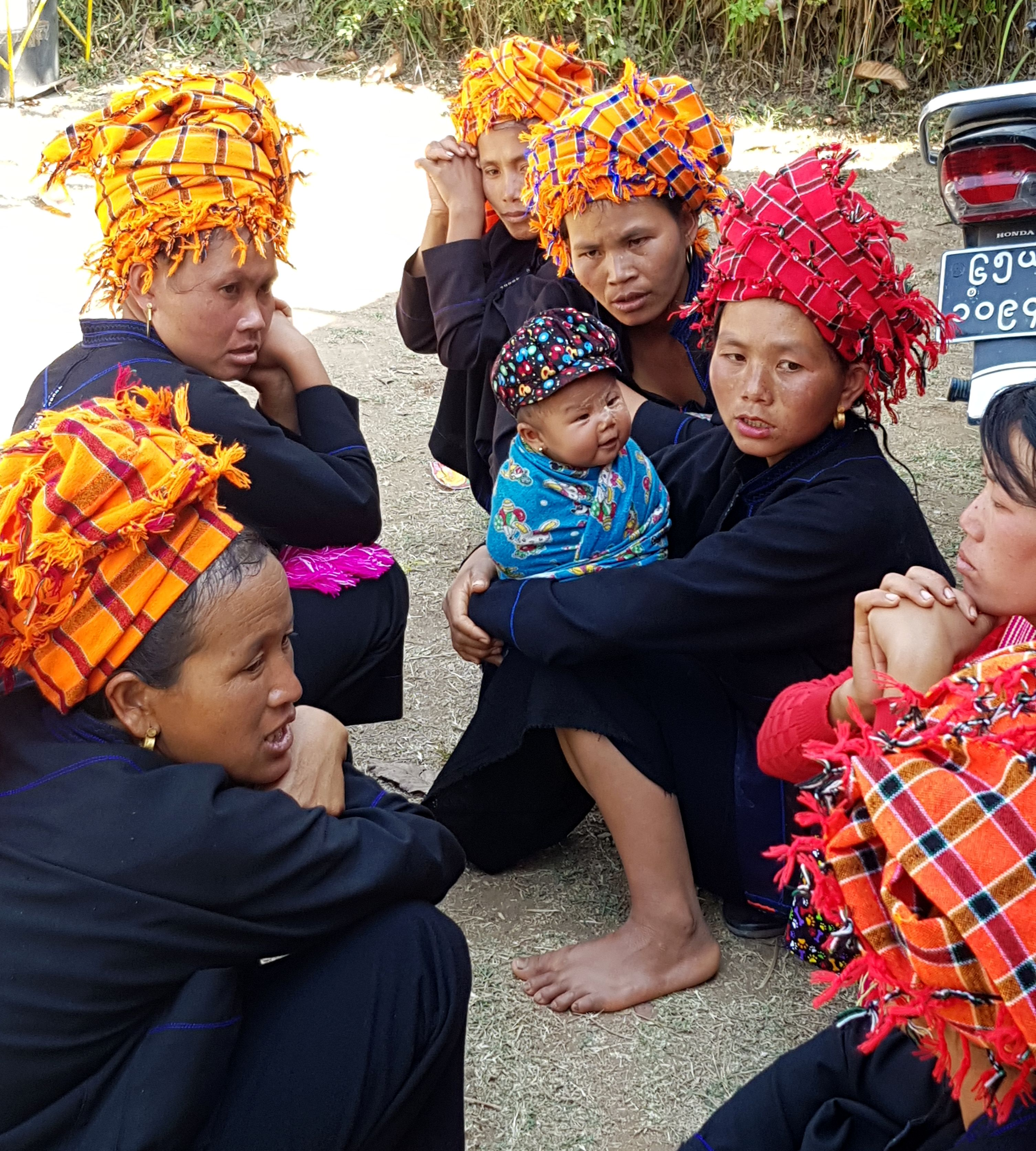
Donne pa'o

I pa'o sono il secondo gruppo più numeroso dello Stato Shan, dopo gli shan stessi. In questo Stato si contano probabilmente oltre 500.000 persone. Altri 100.000 pa'o vivono nell'area di Thaton, nello Stato Mon, mentre altri 100.000 vivono nella valle del fiume Sittang, a nord di Toungoo. Consistenti comunità di pa'o si trovano anche a Yangon e a Mandalay.
Esistono anche comunità pa'o nella Thailandia settentrionale, giunte nell'area a partire dal 1885, a seguito della firma del trattato Bowring e del secondo trattato di Chiang Mai. Questi pa'o vivono soprattutto nelle province di Mae Hong Son, Chiang Mai, Chiang Rai e Phayao.
L'ultimo censimento attendibile risale alla Birmania britannica, nel 1931. Tuttavia tale censimento era basato sulla lingua più parlata e non sull'etnia. Nel 2014 si stimava una popolazione totale di 1.800.000 persone.

## Abbigliamento
Gli uomini pa'o indossano pantaloni larghi e un taite-pown (il mantello tradizionale birmano) nero e blu scuro con un gilet bianco. Portano anche dei turbanti colorati provenienti dalla Thailandia e dalla Cina e una borsa tradizionale chiamata taung po. I loro vestiti hanno colori scuri, principalmente nero o blu, in quanto questi assorbono il calore e proteggono dal freddo chi li indossa.
L'abbigliamento femminile pa-o ricorda un drago femmina. Esistono cinque diversi tipi di indumenti, tra cui i turbanti: le donne possono indossare un abito nero o blu scuro, una camicetta a maniche lunghe, un longyi e un pantalone lungo e ampio con una gonna avvolgente. Le donne più ricche indossano uno o due spilloni dorati lucidati con il bronzo: uno dalla testa appuntita, simile a un bocciolo di banana, che raffigura la testa del drago, e l'altro dalla testa rotonda, delle dimensioni di una noce di scarabeo, che raffigura l'occhio di un drago.

## Stili di vita
La principale fonte di sostentamento dei pa'o è l'agricoltura. I loro villaggi sorgono nei pressi di corsi d'acqua e le loro case tradizionali sono basse e prive di finestre, costruite in bambù o legno con tetti intagliati. Si nutrono principalmente di riso e di frutta e verdura coltivata nei loro campi. Anche il tè fatto con foglie secche è parecchio diffuso.
La coltura principale dei pa'o è l'albero di thanapet, le cui foglie vengono impiegate nella produzione di sigari.
La maggior parte dei pa'o professa il Buddismo, sebbene ci siano anche minoranze di cristiani. È consuetudine che tutti gli uomini intraprendano il noviziato da ragazzi e l'ordinazione a 18 anni. Alcuni mantengono il proprio nome monastico, come "Thawna", "Nyarna", "Neminda" e altri. Un altro prefisso diffuso è "Htwet", che significa "spogliarsi del monacato".
Tra i pa'o è diffusa una fase di corteggiamento chiamata laimunam, in cui un giovane ha pieno diritto di corteggiare la ragazza a cui è interessato. Se vi è consenso, l'uomo fa dei regali alla ragazza come promessa di matrimonio. L'accettazione di questi doni da parte della ragazza equivale a un tacito consenso alle nozze. Nella società pa'ho sono ampiamente accettati i matrimoni tra due gruppi etnici differenti.

## Cultura
I pa'ho eseguono una tradizionale danza marziale chiamata Ka-You-Na-Lai con tamburi e gong, nella quale si esibiscono durante le feste o in occasioni speciali. Un'altra danza chiamata Tee-Ree-Ree-Roj viene eseguita durante la cerimonia di ingresso nel noviziato o dopo il raccolto.
La principale festa dei pa'o è il Den Si Lar Bwe, che si tiene nel mese di febbraio coincidente con il giorno di luna piena del mese di Tabaung. Anticamente in tale giorno si commemorava la nascita del re dei pa'o Suriya Chanda, che aveva fatto erigere la pagoda Shwe Sar Yan di Thaton, presso cui la popolazione locale era solita offrire il primo raccolto. Oggi questo evento è considerato la festa nazionale dei pa'o e vi si tengono gare sportive e concorsi culturali.
Uno dei primi artisti pa'o a registrare la propria musica fu Khun Thar Doon (1940–1978), fondatore del primo gruppo musicale pa'o negli anni settanta. La sua celebre canzone Tee Ree Ree viene ancora cantata durante le feste tradizionali.